# 932 a.C.

## Eventos
- Construção do palácio de Omri em Samara, Fenícia.